# Idegucsi Jószuke
Idegucsi Jószuke (Fukuoka, 1996. augusztus 23. –) japán válogatott labdarúgó.

## Nemzeti válogatott
A japán U23-as válogatott tagjaként részt vett a 2016. évi nyári olimpiai játékokon.